# 嗇夫
嗇夫是一種類似於農夫的官職。
嗇夫最早可追溯至西周，《仪礼·觐礼》：“啬夫承命告于天子。”春秋戰國的啬夫相當於縣令。秦朝的嗇夫種類繁多，《云梦秦简》有記載田嗇夫、厩嗇夫、皂嗇夫、倉嗇夫、庫嗇夫、苑嗇夫、司空嗇夫、發弩嗇夫等，《云梦秦简》裡還有記載县啬夫、大啬夫。漢朝時還有虎圈嗇夫、暴室啬夫。